# On Fire (The Roop)
On Fire è un singolo del gruppo musicale lituano The Roop, pubblicato il 14 gennaio 2020 come primo estratto dal terzo album in studio Concrete Flower.
Il brano ha vinto la prima edizione di Pabandom iš naujo!, guadagnando il diritto di rappresentare la Lituania all'Eurovision Song Contest 2020 prima della cancellazione dell'evento.

## Promozione
Il brano è stato presentato per la prima volta dal vivo in occasione della partecipazione del gruppo a Pabandom iš naujo! 2020, trionfando il 15 febbraio 2020. Il brano è risultato il più votato dalla giuria nonché quello preferito dal pubblico lituano. Tuttavia, in seguito alla cancellazione dell'evento dovuta alla pandemia di COVID-19, il brano non è stato ammesso all'edizione successiva.
Nonostante la cancellazione dell'evento, il brano ha partecipato a molti concorsi internazionali ideati per sostituire l'Eurovisiosion Song Contest, riuscendo a trionfare all'Eurovision 2020 - das deutsche Finale in Germania; inoltre, un sondaggio pubblico dell'emittente europea OutTV, con sede nei Paesi Bassi, l'ha visto piazzarsi al quarto posto. Il brano ha poi vinto il premio dell'OGAE, ovvero l'annuale voto dei fanclub nazionali della manifestazione.

## Video musicale
Il video musicale, girato prevalentemente in bianco e nero, è stato pubblicato il 17 gennaio 2020 attraverso il canale YouTube del gruppo. È stato prodotto da Indrė Juškutė sotto la supervisione di Adomas Jablonskis per conto dei Pavėsis Studio ed è stato girato presso l'omonimo studio situato a Vilnius.

## Tracce
Testi di Vaidotas Valiukevičius, musiche di Vaidotas Valiukevičius, Robertas Baranauskas e Mantas Banišauskas.
1. On Fire – 2:50

## Formazione
- Vaidotas Valiukevičius – voce, produzione, missaggio
- Robertas Baranauskas – batteria, cori
- Mantas Banišauskas – chitarra, cori
- Laisvūnas "Matto" Černovas – co-produzione

## Classifiche
| Classifica (2020) | Posizione massima |
| ----------------- | ----------------- |
| Lituania          | 1                 |